# باد برنک ایم فیشتلگبیرگه
شهر باد برنک ایم فیشتلگبیرگه (به آلمانی: Bad Berneck im Fichtelgebirge) در منطقهبایرویت و ایالت بایرن در کشور آلمان واقع شده است.